# Автошлях Т 2410
Автошля́х Т 2410 — автомобільний шлях територіального значення у Черкаській області. Пролягає територією Золотоніського району від перетину з Т 2409 через Свічківку до кордону з Полтавською областю поблизу Сербинівки. Загальна довжина — 13 км.

## Маршрут
Автошлях проходить повз такі населені пункти:
| Автошлях Т 2410                        |                  |
| Черкаська область                      |                  |
| Золотоніський район                    |                  |
| Початок                                | Т 2409           |
| Коломиці                               | О240206 С240210  |
| Свічківка                              | О240207 С240205  |
| Межа Черкаської і Полтавської областей | О1704380 С170409 |